# Askegrå hejre
Askegrå hejre (latin: Ardea humbloti) er en fugleart, der lever på Madagaskar.